# Open Up and Bleed

Open Up And Bleed est un album démo d'Iggy Pop.

## Listes des titres
1. Rubber Legs - 5:22
2. Open Up And Bleed - 4:55
3. Johanna - 4:37
4. Cock In My Pocket - 3:51
5. Head On - 5:42
6. Cry For Me - 6:47
7. Rich Bitch - 9:54
8. Wet My Bed - 5:36
9. I Got Nothing - 4:02
10. Heavy Liquid/New Orleans - 5:59
11. She Creatures Of The Hollywood Hills - 4:48
12. Rubber Legs (Version 2) - 5:40